# Batalha do Bosque de Belleau
A Batalha do Bosque de Belleau (1–26 de junho de 1918) foi uma importante batalha travada, próxima do rio Marne, na França, durante a Ofensiva da Primavera alemã de 1918, durante a Primeira Guerra Mundial. Elementos dos exércitos americanos, franceses e britânicos travaram uma intensa luta contra forças alemãs. Os Aliados detiveram o avanço alemão na floresta de Belleau e contra-atacaram, expulsando o inimigo da região. Os fuzileiros navais americanos tiveram um desempenho essencial na batalha, que acabou entrando para a sua história como um marco para os marines.